# Епиник
Епиник (Грчки: Ἐπίνικος; 3. век пре нове ере) био је атински комични песник периода Нове комедије. 
Позната су два наслова његових комада: Hypoballomenai и Mnêsiptolemos. Наслов другог дела омогуће да се пласира период у којем је стварао,  у време Антиох III Великиог, око 217. пре Христа, јер је Мнесиптолем био историчар који је био наклоње краљу Антиоху.